# Augustin Bernhauser
Augustin Bernhauser (* 19. März 1928 in Arbesbach; † 7. Mai 2004 in Wien) war ein österreichischer Geologe und Paläontologe.

## Leben
Bernhauser wurde 1951 an der Universität Wien zum Dr. phil. promoviert. Er war als Geologe bei der Bodenschätzung des Bundesministeriums für Land- und Forstwirtschaft tätig. Als Paläontologe beschäftigte er sich mit bohrenden pflanzlichen Mikroorganismen und Histologie.
1986 erhielt er das Goldene Ehrenzeichen für Verdienste um die Republik Österreich.

## Veröffentlichungen
- Über Mycelites ossifragus Roux. Auftreten und Formen im Tertiär des Wiener Beckens. In: Sitzungsberichte der Akademie der Wissenschaften mathematisch-naturwissenschaftliche Klasse. Band 162, 1953, S. 119–127 (zobodat.at [PDF; 1,8 MB]).
- Zur Kenntniss der Retzer Sande. In: Sitzungsberichte der Akademie der Wissenschaften mathematisch-naturwissenschaftliche Klasse. Band 164, 1955, S. 163–192 (zobodat.at [PDF; 1,3 MB]).
- Kann intravitaler Befall durch Bohrorganismen an fossilen Fischzähnen nachgewiesen werden? In: Sitzungsberichte der Akademie der Wissenschaften mathematisch-naturwissenschaftliche Klasse. Band 165, 1956, S. 383–396 (zobodat.at [PDF; 2 MB]).
- Zur Knochen- und Zahnhistologie von Latimeria chalumnae Smith und einiger Fossilformen. In: Sitzungsberichte der Akademie der Wissenschaften mathematisch-naturwissenschaftliche Klasse. Band 170, 1961, S. 119–137 (zobodat.at [PDF; 1,6 MB]).